# Barraca (refugio)

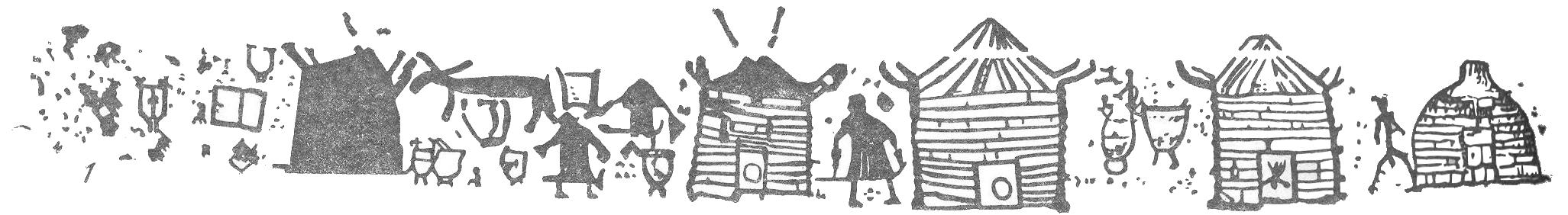
Dibujos de petroglifos de la Cultura Tagar, primer milenio antes de Cristo en Krasnoyarsk Krai, Rusia.

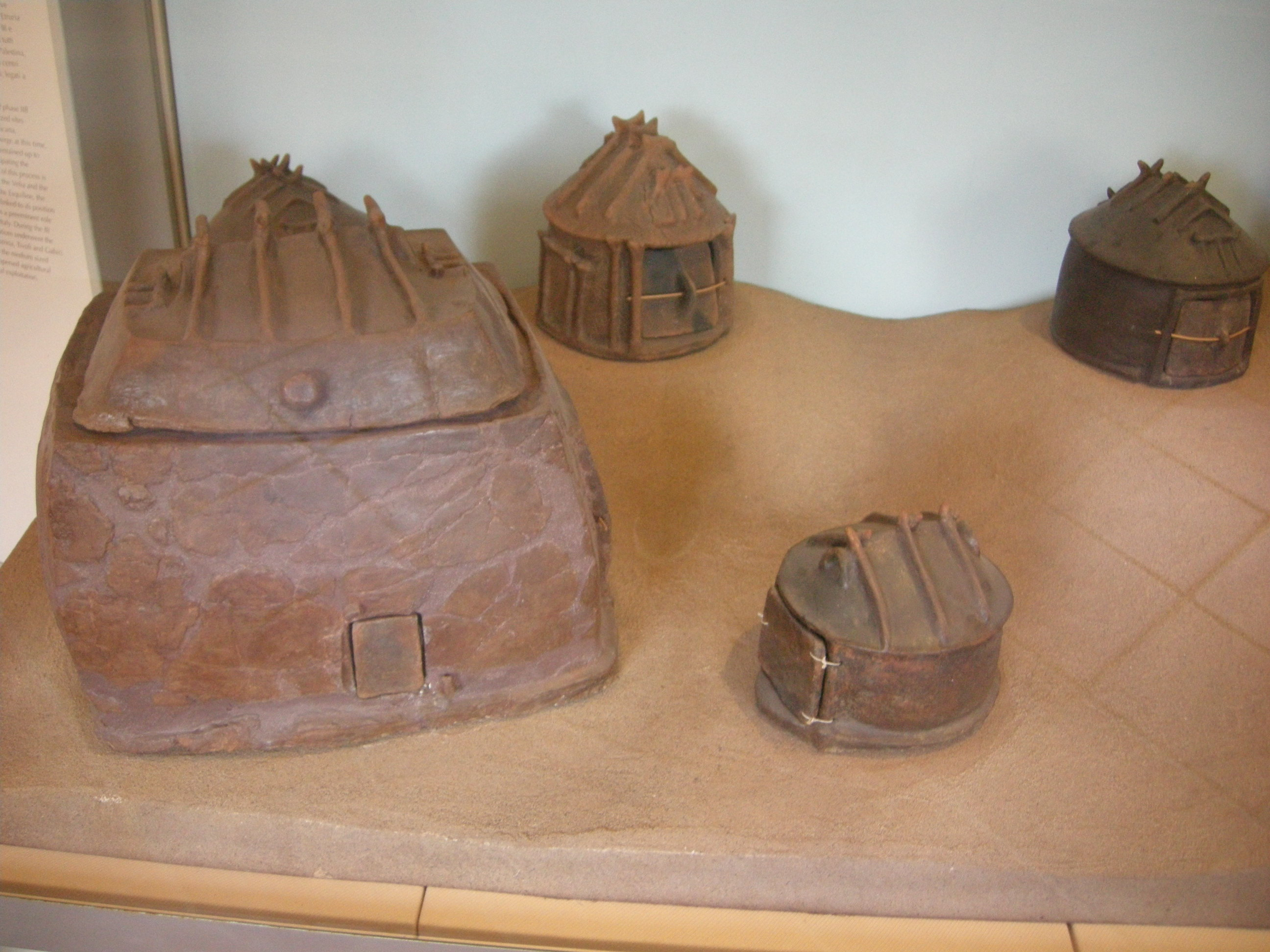
Cabañas y un edificio más grande en forma de urnas funerarias en el museo de las Termas de Diocleciano en Roma, Italia.

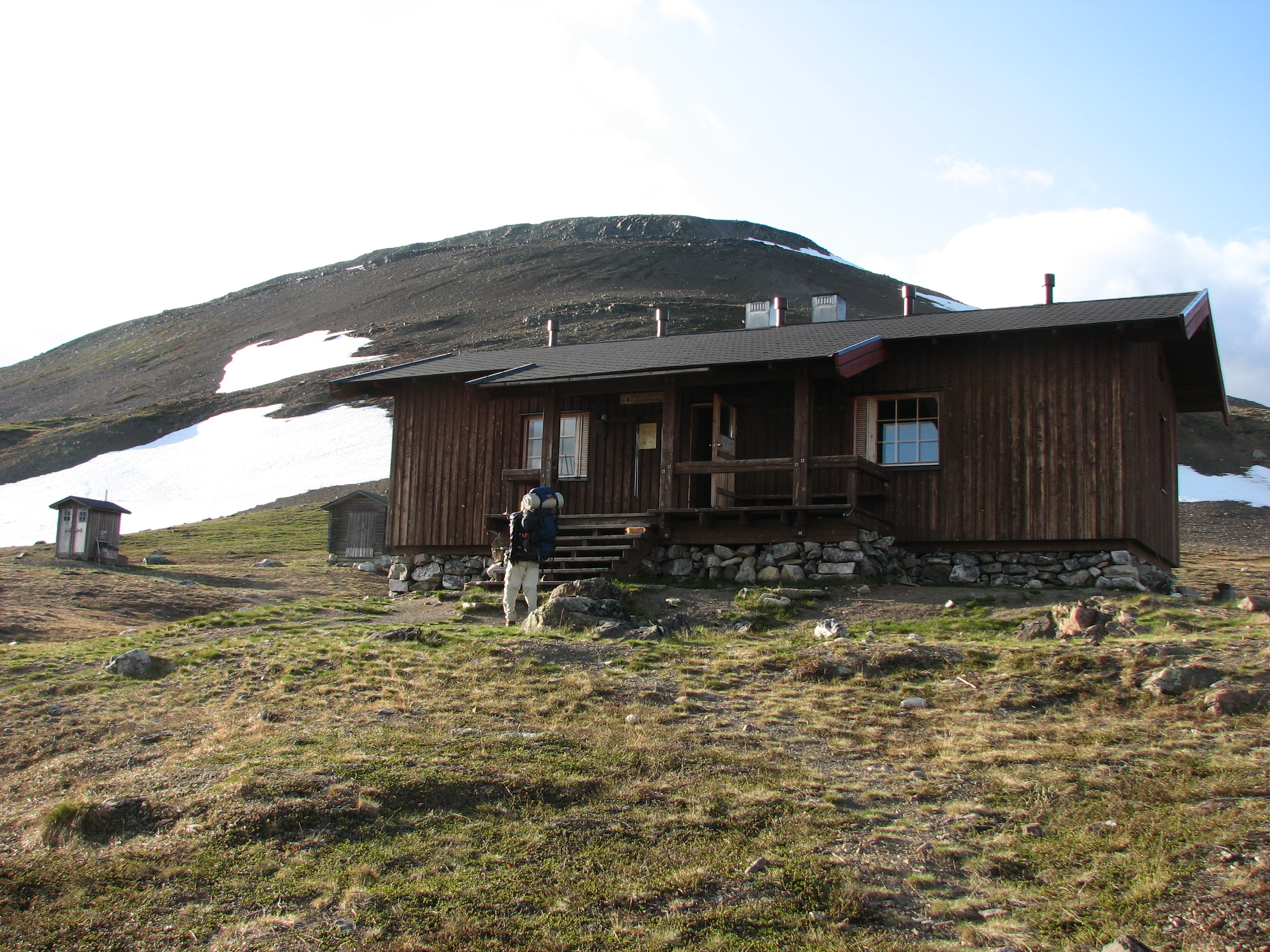
Una cabaña de montaña en Enontekiö, Finlandia.

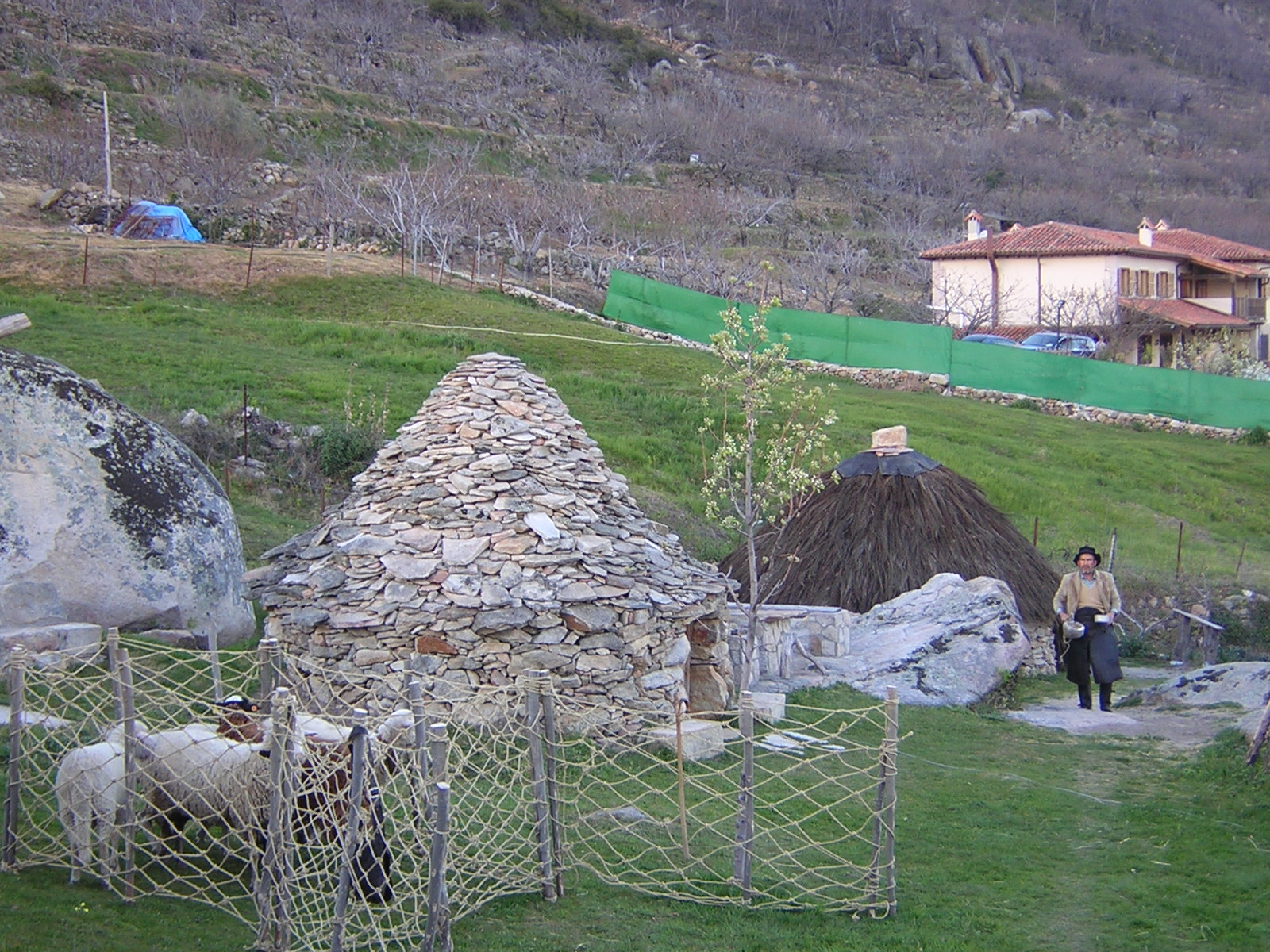
Chozo en Extremadura, España.

Una barraca  es una edificación rural de arquitectura popular, generalmente pequeña, baja y simple, de carácter primario y propia de las zonas europeas y norteafricanas, hecha con madera, piedra, de tapia, o de otro material, para guardar herramientas y útiles, y de cobijo.
El origen de este tipo de edificación es difícil de averiguar, sin embargo, hay expertos, como W. Giese y Max Thede, que consideran que podrían estar relacionadas con arcaicas construcciones circulares que poco a poco evolucionan hacia estructuras rectangulares, lo que podría explicar el porqué las partes posteriores de chabolas de algunas zonas presentan una pared circular, la culata (como ocurre en tierras del Ebro, o en la zona francesa de la Camarga, donde además todavía conservan también el pilar central que servía para sostener la cubierta, o incluso en algunas chabolas de El Palmar en Valencia).
La construcción de una cabaña es generalmente menos compleja que la de una casa (vivienda duradera y bien construida) pero más que la de un  refugio (lugar de refugio o seguridad) como una tienda de campaña y se utiliza como refugio temporal o estacional o como vivienda permanente en algunas sociedades indígenas.
Las cabañas existen en prácticamente todas las culturas nómadas. Algunas cabañas son transportables y pueden soportar la mayoría de las condiciones climáticas.

## Significado y origen de la palabra
El término a menudo lo emplean personas que consideran que las casas de estilo no occidental en áreas tropicales y subtropicales son toscas o primitivas, pero con frecuencia los diseños se basan en las tradiciones de la artesanía local que utiliza técnicas arquitectónicas sofisticadas. Los diseños en áreas tropicales y subtropicales favorecen configuraciones de alto flujo de aire construidas con materiales no conductores, que permiten la disipación de calor. Algunos consideran que el término casa u hogar es más apropiado.
En el mundo occidental, la palabra choza se usa a menudo para referirse a un «cobertizo de madera».
El término también ha sido adoptado por  escaladores y mochileros para referirse a una estructura más sólida y permanente que ofrece refugio. Estos varían desde simples bothies , que son poco más que refugios muy básicos, hasta refugios de montaña que son mucho más lujosos e incluso pueden incluir instalaciones como restaurantes .
La palabra proviene de la década de 1650, del francés hutte, "cottage" (siglo XVI), del alto alemán medio hütte "cottage, hut", probablemente del protogermánico *hudjon-, relacionado con la raíz del inglés antiguo hydan "esconder," de PIE *keudh-, de la raíz (s)keu-). Aparentemente primero en inglés como palabra militar. El hutta sajón antiguo, el hytte danés, el hytta sueco, el hutte de Frisia occidental y el holandés medio, el hut holandés son del alto alemán. El hata ucraniano parece ser conocido incluso desde épocas anteriores. Presumiblemente de origen avéstico o iraní antiguo", relacionado con ocultar, como una cubierta.

## Uso moderno

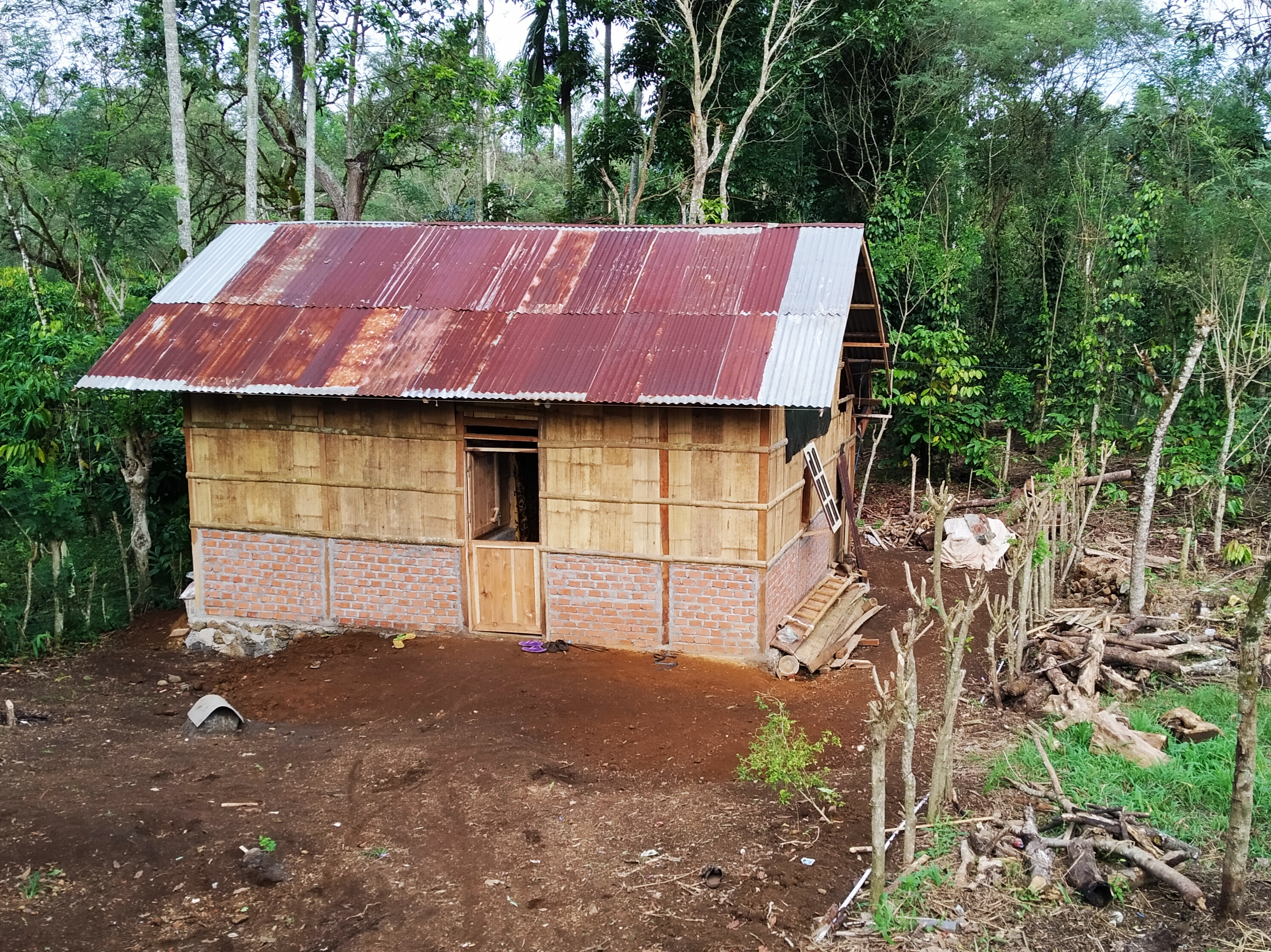
Cabaña en un pueblo del distrito de Tebat Karai, Sumatra.

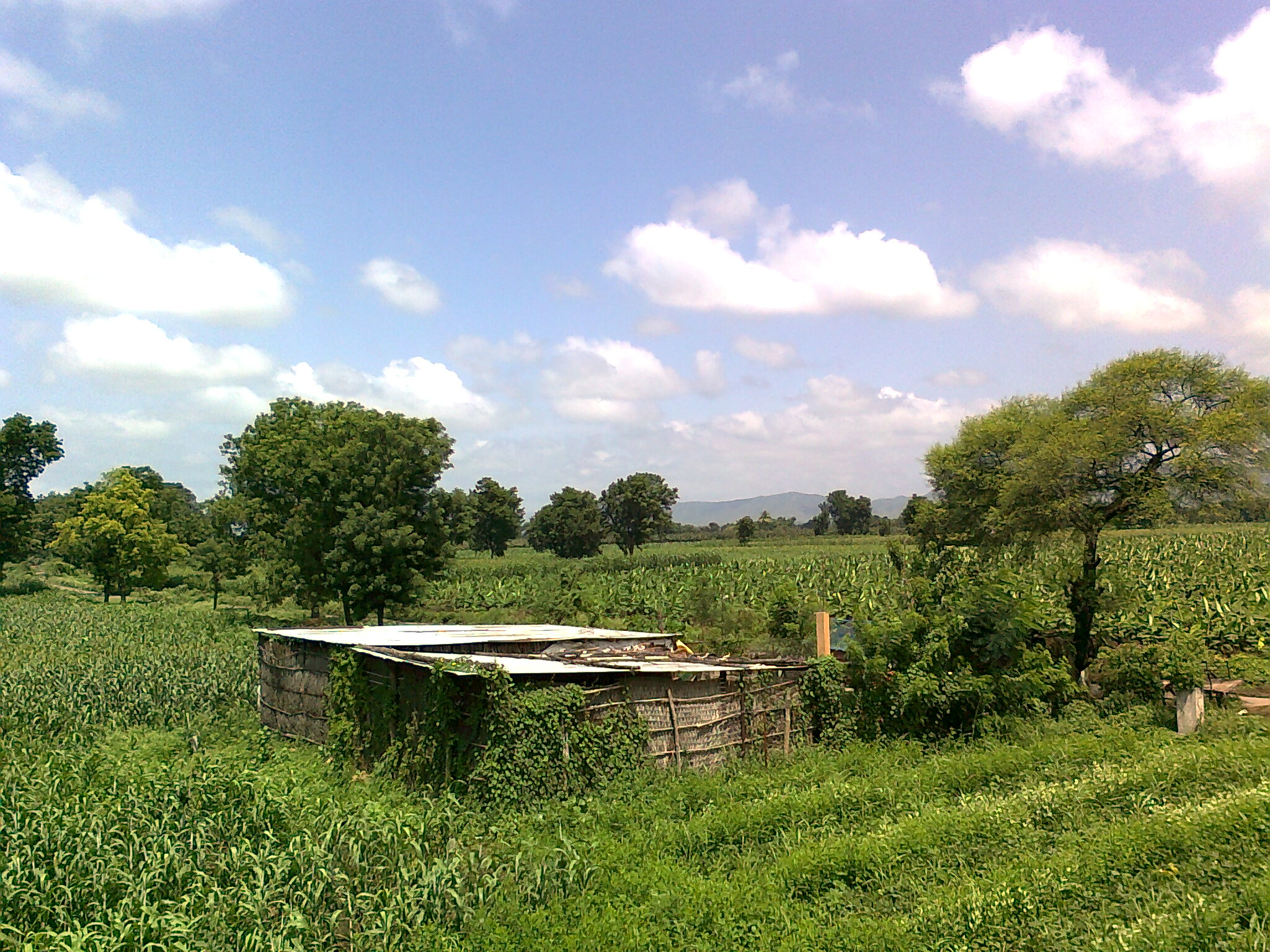
Cabaña en la granja fuera de la aldea india

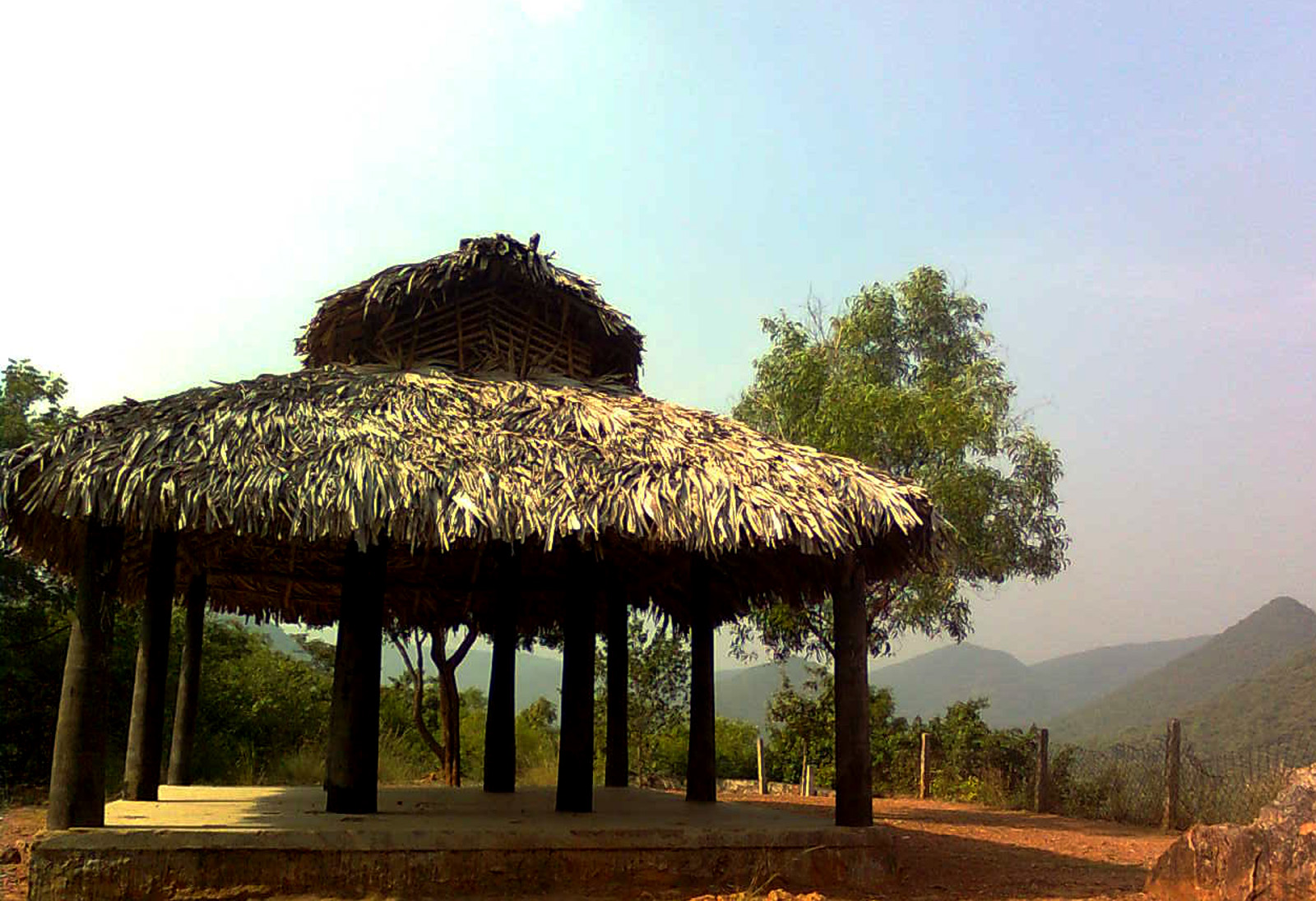
Cabaña en el parque ecológico Kambalakonda Visakhapatnam, India.

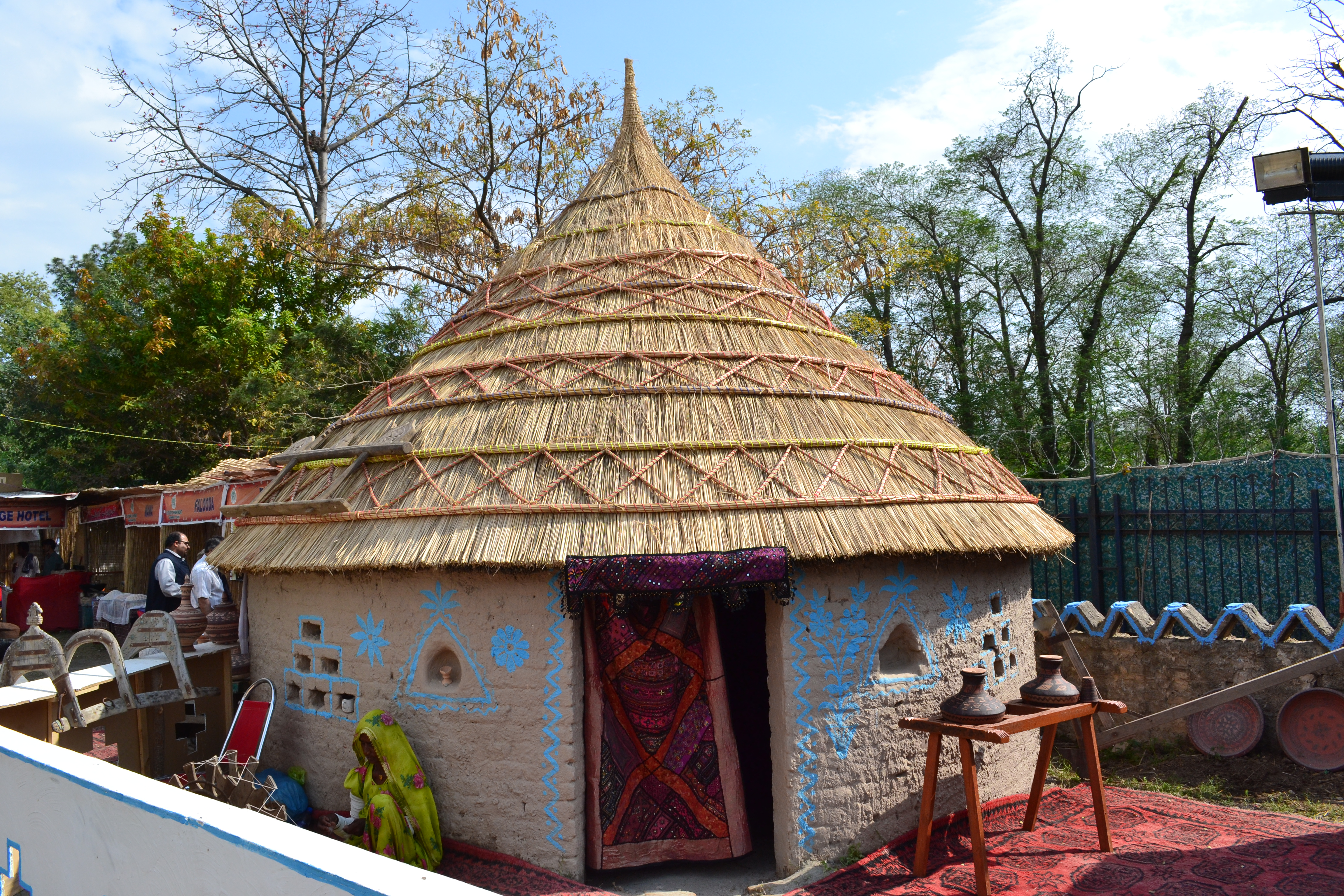
Una cabaña en Tharparkar, Sindh. Pakistán.

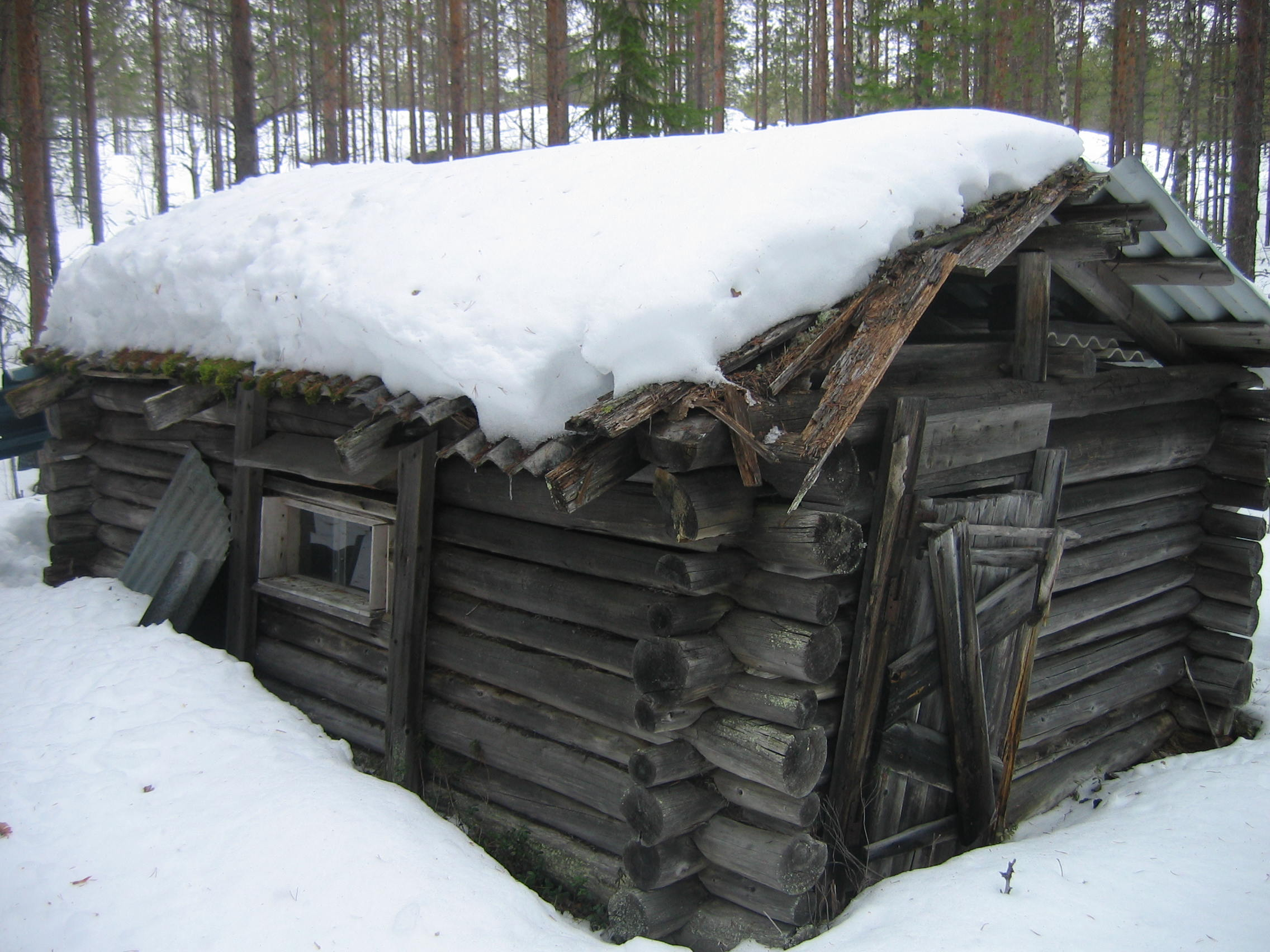
Una antigua cabaña de caza en Utajärvi, Finlandia.

Las cabañas son utilizadas por los pastores cuando trasladan el ganado entre zonas de pastoreo estacional, como los pastos de montaña y los de llanura (trashumancia).
También las utilizan habitualmente los mochileros y otros viajeros en zonas rurales.
Algunas poblaciones desplazadas utilizan cabañas en todo el mundo durante una diáspora. Por ejemplo, los recolectores temporales en la selva trabajadores agrícolas en las plantaciones de la Amazonia.
Se han construido cabañas con fines distintos a los de vivienda, como por ejemplo, como almacén, talleres y enseñanza.

## Tipos

### Tradicional

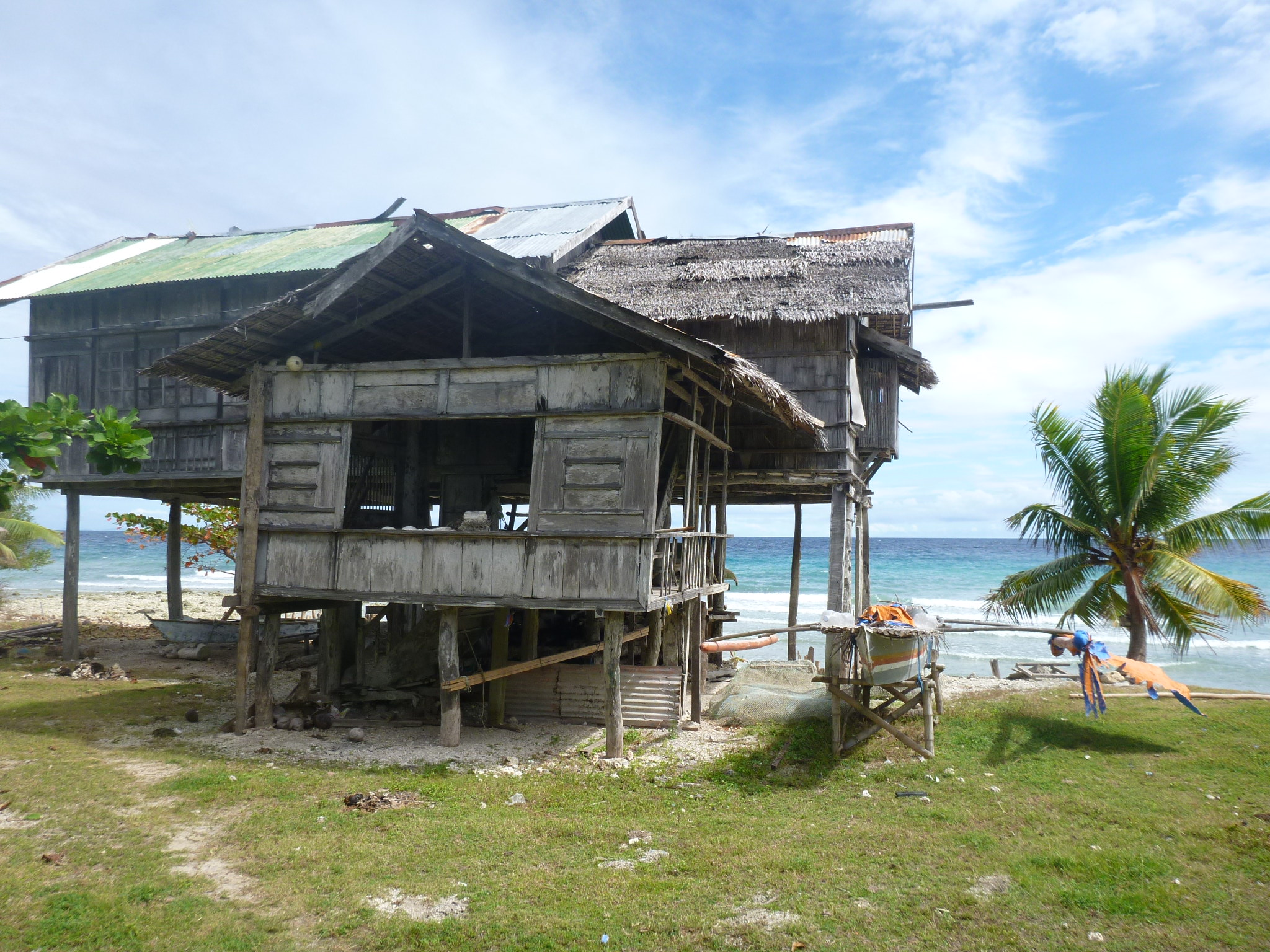
Construida a mediados del, la histórica casa Cang-isok es un ejemplo de Bahay kubo. Se encuentra en la costa del barangay Libo, en el pueblo de Enrique Villanueva, en la isla de Siquijor. Se construyó con materiales autóctonos como bambú, láminas de nipa y madera dura (tugas y molave), lo que la hacía robusta y resistente.

- Bahay kubo : una casa tradicional filipina sobre pilotes hecha de bambú y hojas de palma como techo. Están diseñados para ser livianos, de modo que puedan ser transportados de un lugar a otro por un grupo de hombres, una práctica comúnmente llamada bayanihan.
- Balok: una choza en el desierto siberiano hecha de troncos, generalmente comunales, utilizada por cazadores, pescadores y viajeros en las partes más distantes de Siberia. Algunos baloks son móviles y están montados en trineos.

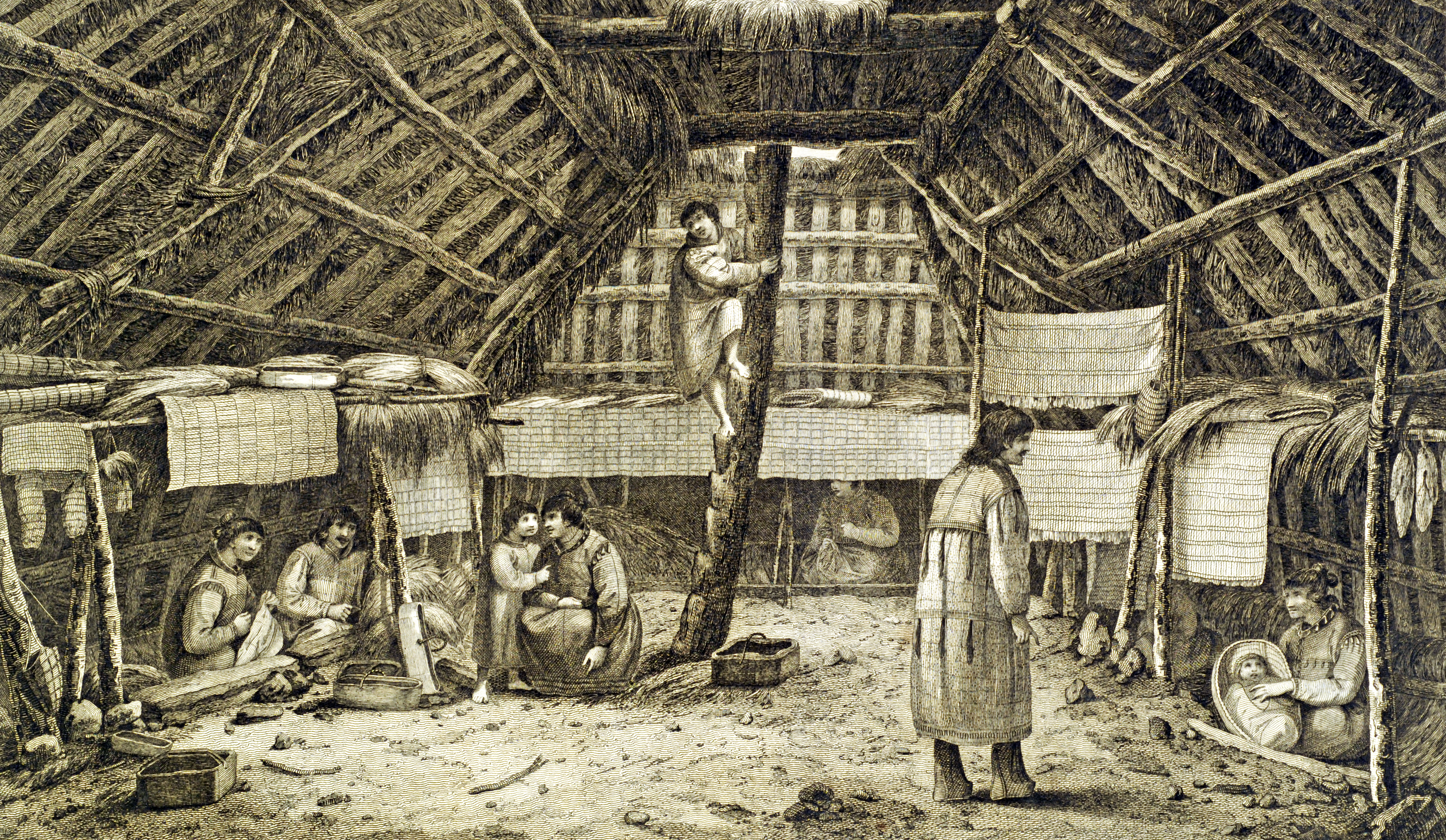
Una barabara (en aleutiano: ulax̂), la casa tradicional de los aleutianos.

- Barabara: una casa de invierno protegida de la tierra del pueblo aleutiano. Barabara o barabora es un término ruso mientras que el nombre en idioma aleutiano es ulax̂.[6][7][8] Eran las viviendas tradicionales, principales o comunales de los aleutianos, los indígenas de las islas Aleutianas. Se encontraban parcialmente bajo tierra, como una cabaña de tierra o una casa-pozo, y la mayor parte de la casa se excavaba en la tierra para resistir los fuertes vientos del archipiélago aleutiano. Las barabaras ya no se usan,[9] ya que los aleutianos actuales viven en casas y edificios de apartamentos modernos.
- Cuartel : un antiguo término para una choza temporal,[4] ahora más utilizado como un término para alojamiento militar y una estructura de almacenamiento de heno única llamada barraca de heno.

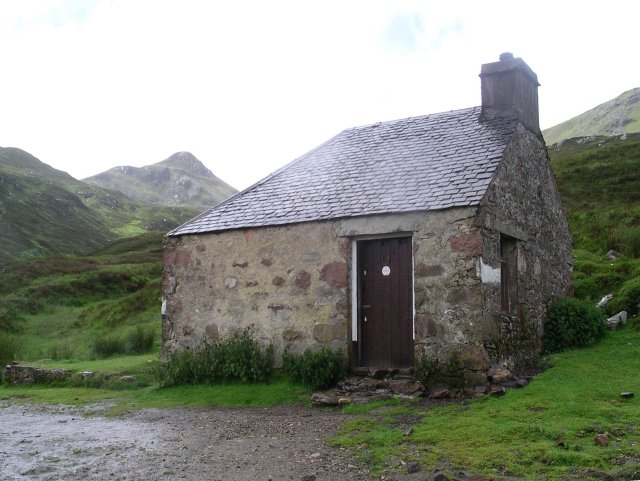
Bothy Lairig Leachach en Escocia.

- Bothy: originalmente una cabaña de una habitación para trabajadores agrícolas masculinos en el Reino Unido, ahora una cabaña de montaña para excursionistas nocturnos. Un bothy es un refugio básico, generalmente abierto y disponible para que cualquiera lo use gratuitamente. También era un término para alojamiento básico, generalmente para jardineros u otros trabajadores de una finca. Las cabañas se encuentran en zonas montañosas remotas de Escocia, el norte de Inglaterra, el Úlster y Gales. Son particularmente comunes en las Tierras Altas de Escocia, pero se pueden encontrar construcciones similares en todo el mundo (por ejemplo, en los países nórdicos existen refugios naturales).
- Burdei o bordei : un refugio o pit-house con techo de césped en Rumania, Ucrania y Canadá.
- Cabana: un refugio abierto
- Chozo - Español para choza, término también usado en México.
- Clochán - Una choza de piedra seca en Irlanda
- Earth Lodge - Vivienda de nativos americanos
- Heartebeest Hut : cabaña utilizada por los trekboers sudafricanos construida con cañas, a veces cubiertas con barro.
- Hytte – Una cabaña o choza en Noruega
- Iglú - una choza hecha de trozos de nieve dura o hielo.
- Kolba - Afganistán
- Khata o Isba - casa de pueblo ucraniana o rusa
- Logia es un término general para una cabaña o cabaña, como una cabaña de troncos o una cabaña. Logia se usa para referirse a un tipi, cabaña para trabajar y cabaña de caza, pesca, esquí y safari .
- Mitato : una pequeña cabaña de piedra seca en Grecia
- Orri - Una cabaña francesa de piedra seca y césped.
- Rondavel – Centro y Sudáfrica
- Roundhouse (vivienda) : una choza o casa circular típicamente con un techo cónico
- Revestimiento – Originalmente un refugio temporal o choza para pastores, ahora puede ser un edificio de piedra. Común en Escocia.

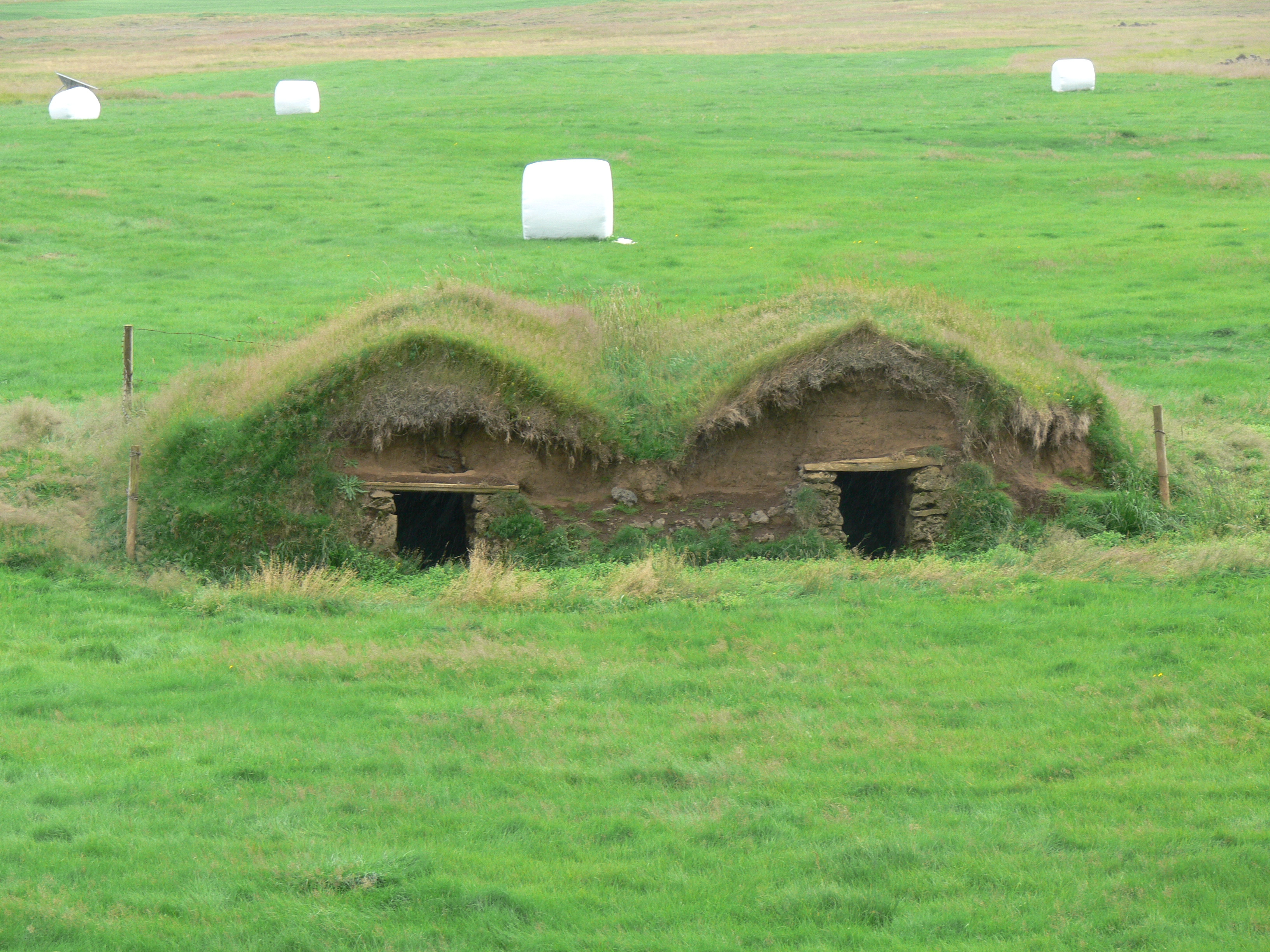
Una estructura tipo sod house en Islandia.

- Sod house o Casa de césped: un tipo de casa pionera en las llanuras americanas donde la madera escaseaba. Fue una alternativa común a la cabaña de troncos durante el asentamiento fronterizo de las Grandes Llanuras de América del Norte en los años 1800 y principios de 1900.[10] Utilizadas principalmente al principio para refugios de animales, corrales y cercas, llegaron a usarse también para albergar a humanos, ya que la pradera a menudo carecía de materiales de construcción estándar como madera o piedra, mientras que el césped de la pradera de raíces gruesas era abundante y gratuito y podía usarse para la construcción de casas.[10] La hierba de la pradera tiene una estructura de raíces mucho más gruesa y resistente que un césped moderno.
- Sucá : morada temporal construida para ser utilizada durante el festival judío de Sucot, en Israel y la diáspora judía
- Choza de Tule - Costa de América del Norte, Costa Oeste, Norte de California
- Padre - Brasil
- Quinzhee – Un refugio hecho en un montón de nieve. Un quinzhee o quinzee /ˈkwɪnziː/ es un refugio de nieve, que se hace en Canadá, construido con una gran pila de nieve suelta, a la que se le da forma y luego se ahueca. Esto contrasta con un iglú, que se construye con bloques de nieve dura, y una cueva de nieve, que se construye excavando en la nieve. El término es de origen atabascano[11][12] y se incorporó al inglés en 1984.[13] Un quinzhee puede construirse para acampar en invierno, para sobrevivir o por diversión.
- Yurta – Asia Central y del Norte

### Modernos

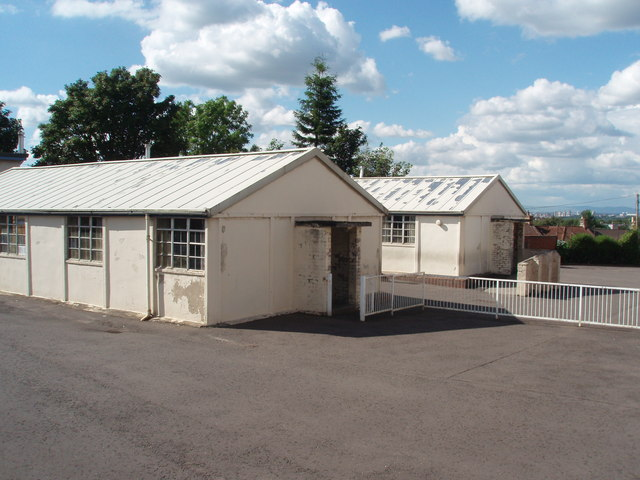
Cabañas HORSA, parte de la Machanhill Primary School, instaladas en 1947 y en uso, cerca de Glasgow.

- Cabaña HORSA - Un edificio escolar prefabricado construido para hacer frente a la demanda adicional de la Ley de Educación de 1944 en el Reino Unido. HORSA es el acrónimo de 'Hutting Operation for the Raising of the School-Leaving Age', un programa de construcción de cabañas en las escuelas introducido por el gobierno del Reino Unido para apoyar la expansión de la educación bajo la Ley de Educación de 1944 para elevar la edad de educación obligatoria en un año hasta los 15 años.
- Cabaña Laing: secciones prefabricadas de paredes de madera ligera atornilladas entre sí, revestidas externamente con placas de yeso y fieltro. Diseñada en 1940 para el alojamiento en barracones[14]

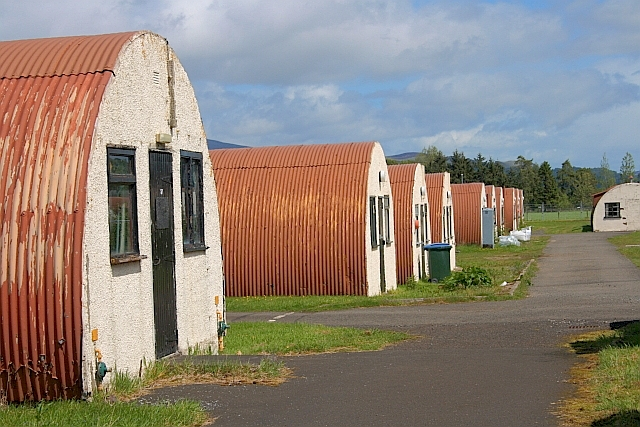
Cabañas Nissen, Cultybraggan Camp, Escocia, Reino Unido.

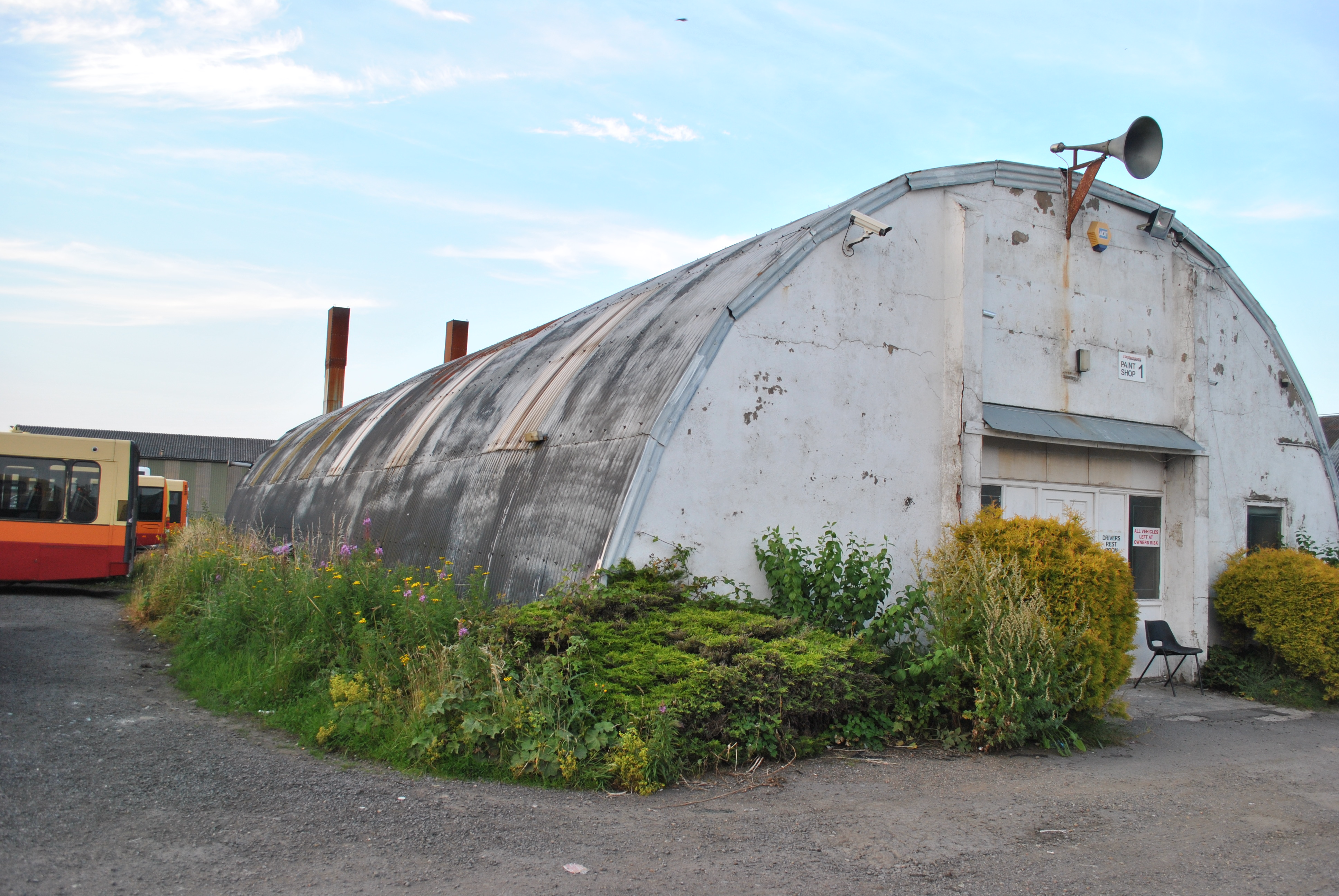
Una cabaña Romney.

- Cabaña Nissen - una estructura prefabricada de acero hecha con un semicírculo de acero corrugado inventada el primer cuarto del siglo XX. Una cabaña Nissen es una estructura de acero prefabricada, originalmente de uso militar, especialmente como cuartel, construida a partir de una sección de 210° de un revestimiento cilíndrico de hierro corrugado. Fue diseñada durante la Primera Guerra Mundial por el ingeniero e inventor canadiense-estadounidense-británico, el mayor Peter Norman Nissen. También se utilizó ampliamente durante la Segunda Guerra Mundial y se adaptó como la cabaña Quonset similar en Estados Unidos.
  - Cabaña Jamesway - Es una variación de la cabaña Nissen.La cabaña Jamesway es portátil y fácil de montar, diseñada para condiciones climáticas polares. Esta versión de la cabaña Quonset fue creada por la James Manufacturing Company de Fort Atkinson, Wisconsin. La cabaña Jamesway tenía nervaduras de madera y una especie de cubierta de tela aislante utilizada por el Cuerpo Aéreo del Ejército de EE. UU..
  - Cabaña Romney - una variación de una cabaña Nissen. La cabaña Romney es una estructura de acero prefabricada utilizada por el ejército británico, desarrollada durante la Segunda Guerra Mundial.

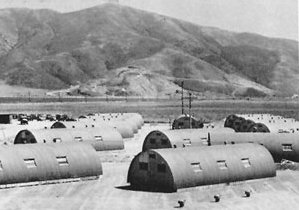
Cabañas Quonset en Point Mugu, California, en 1946 con Laguna Peak al fondo.

- - Cabaña Quonset - un tipo de cabaña Nissen de estructura ligera prefabricada de acero corrugado con sección transversal semicircular. El diseño se desarrolló en Estados Unidos basándose en la cabaña Nissen introducida por los británicos durante la Primera Guerra Mundial. Se produjeron cientos de miles durante la Segunda Guerra Mundial, y los excedentes militares se vendieron al público. El nombre proviene del lugar de su primer despliegue en Quonset Point, en el Centro del Batallón de Construcción Naval de Davisville, en Davisville, Rhode Island.[15]

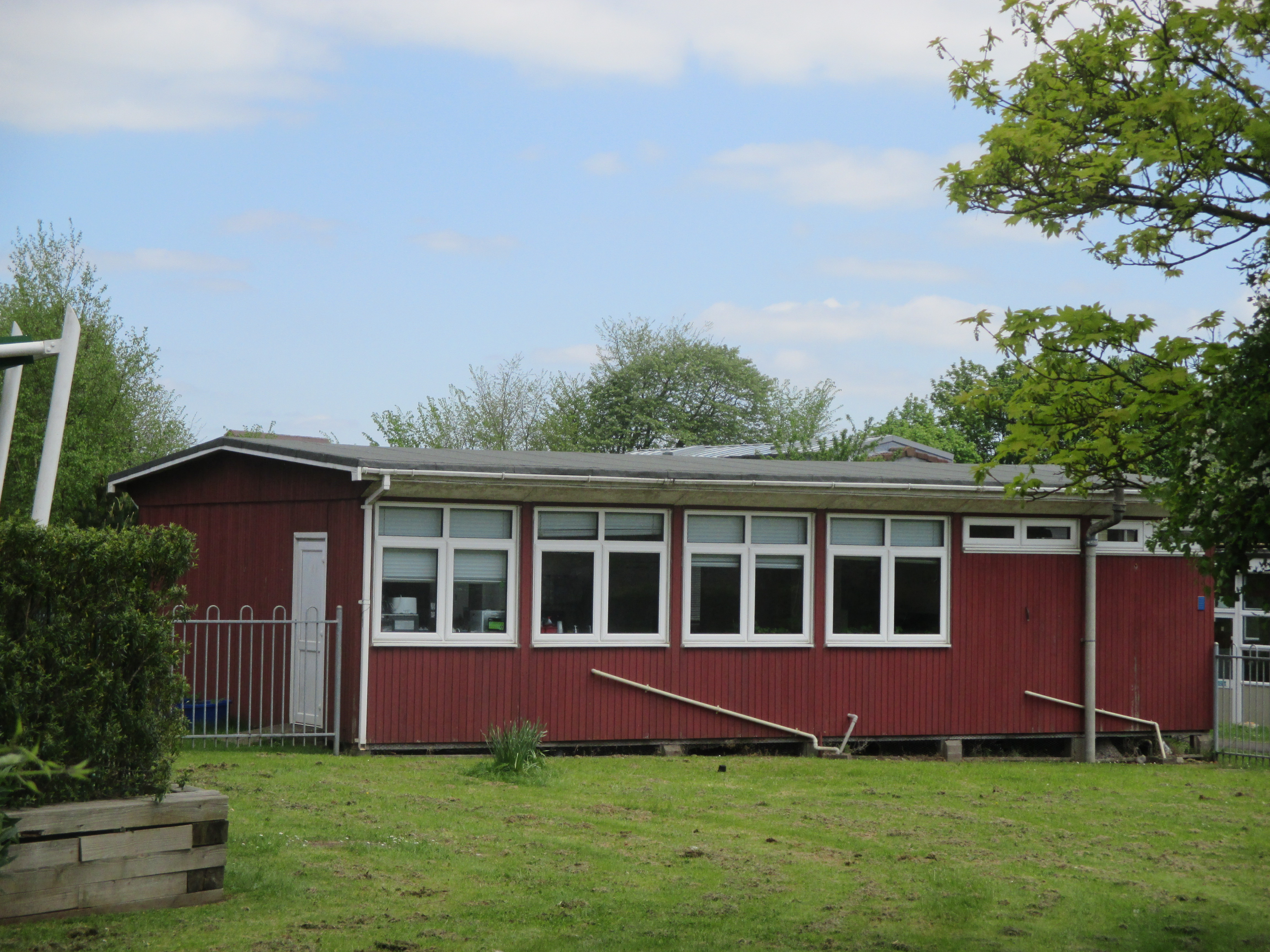
Una barraca Pratten utilizada para clase en la Westfield Primary School, Somerset. Reino Unido.

- Barraca Pratten - Un edificio prefabricado utilizado generalmente en las escuelas para las aulas en el Reino Unido después de la Segunda Guerra Mundial. Los construía la empresa de ese nombre.
- Barraca scout - Término dado a los edificios utilizados como lugar de reunión de los miembros de The Scout Association en todo el mundo.

## Construcción
Muchas cabañas están diseñadas para ser relativamente rápidas y económicas de construir. La construcción a menudo no requiere herramientas o conocimientos especializados.

## Uso del marketing
El término Hut también se usa para nombrar muchas tiendas comerciales, empresas y conceptos. El nombre implica un lugar pequeño e informal, a menudo con un ambiente divertido y agradable. Los ejemplos incluyen Pizza Hut y Sunglass Hut. Los quioscos se pueden construir para que parezcan cabañas y, a menudo, se encuentran en parques , centros comerciales , playas u otros lugares públicos, donde se vende una variedad de alimentos o bienes económicos. Los hoteles de lujo en áreas tropicales donde se asigna a los huéspedes para ocupar su propia estructura independiente a veces llaman a la estructura "cabaña", aunque tales cabañas suelen tener poco más que un parecido superficial con el concepto tradicional de cabaña.